# سیمون والر
سیمون والر (فرانسوی: Simone Valère‎; ۲ اوت ۱۹۲۳ – ۱۱ نوامبر ۲۰۱۰ (۸۷ سال)) بازیگر اهل فرانسه بود.
از فیلم‌ها یا برنامه‌های تلویزیونی که وی در آن نقش داشته‌است می‌توان به منون، یک پلیس، ترور تروتسکی، و مانورهای بزرگ اشاره کرد.